# Tala (Uruguai)
Tala (antigament San Salvador de Tala) és un municipi de l'Uruguai ubicat al nord-est del departament de Canelones, 66 km al nord de Montevideo.

## Geografia
Tala es troba al nord-est del departament de Canelones, pertanyent al sector 10, proper al límit amb els departaments de Florida i Lavalleja.

## Història
Tala va ser fundada el 2 de maig de 1860 amb el nom de San Salvador de Tala per iniciativa d'Ildefonso de León, immigrant espanyol originari de les Illes Canàries. El seu nom actual deriva del curs d'aigua més proper, el rierol Tala.

## Infraestructura
Tala té accés per les rutes 7 i 12.

## Població
Segons les dades de 2004, Tala tenia 4.939 habitants.

## Govern
L'alcalde de Tala és Mario Pérez.